# 我親戚莫利紐克斯少校

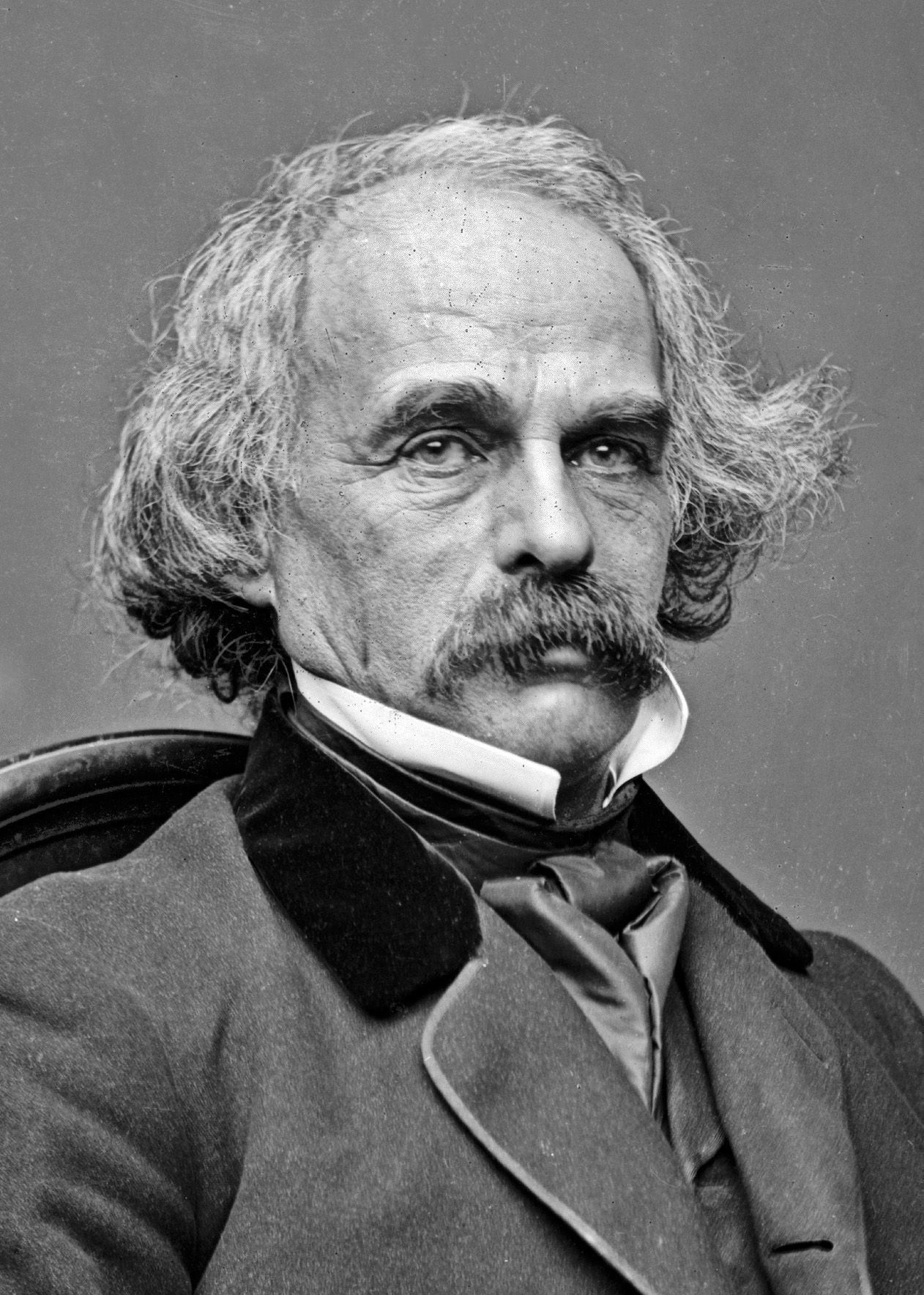
莫利纽克斯少校的照片

《我親戚莫利紐克斯少校》(MY KINSMAN, MAJOR MOLINEUX)是霍桑收錄在短篇小說集《雪花》(SNOWFLAKES)中的一篇短篇小說。講述一個初出茅廬的年輕人看到社會的黑暗面，因而受到打擊的故事。以及當理想幻滅後，人們面對世界和社會的黑暗面，應該持有的一種態度，結尾不忘留下希望。霍桑是十九世紀著名的美國作家，他的作品以描述新英格蘭的風土人情為主，他的作品開啟了美國文學象徵主義的傳統，他也是美國文學浪漫主義的健將。

## 關於作者
霍桑是美國十九世紀最傑出的浪漫主義小說家，以獨具一格的短篇小說享譽美國文壇。他是心理小說的開創者，擅長剖析人的內心，作品著重探討道德和罪惡的問題，主張通過善行和自懺來洗刷罪惡，淨化自己的心靈，從而得到救贖。然而霍桑的作品並非完全描寫黑暗，他在揭露社會罪惡和人的劣根性的同時，對許多善良的主人公寄予極大的同情。 他的作品想像力豐富，結構嚴謹，除了對角色進行心理分析與描寫外，還運用了象徵主義(SYMBOLISM)手法。他的構思精巧的意象(VISION)，增添了作品的浪漫色彩，加深了寓意。短篇代表作有《牧師的黑面紗》(Minster's Veil)、《年輕的布朗大爺》(Young Goodman Brown)、《怪醫的女兒》(Rappaccini's Daughter)等。長篇則有《紅字》(The Scarlet letter)、《七個尖角頂的房子》(The House of the Seven Gables)、《大理石牧神》(The Marble Fauns)。

## 故事背景
十七世紀的美國新英格蘭是一個龍蛇雜處的城市。當地新教徒(PROTESTANT)震教徒(QUAKER)和清教徒(Puritan)雜處。為了彼此的信仰互相攻訐。是一個衝突不斷的地方。主角青年羅賓的親戚莫利紐克斯少校雖然是地方上有頭有臉的的人物。卻因對手的攻擊而變成階下囚。

## 故事內容
故事描述一個鄉下年輕人羅賓進城想找個工作，他逢人就問我親戚莫利紐克斯少校的住所在哪裡，並大聲宣揚親戚莫利紐克斯的官威。結果包含理髮鋪子的理髮師、酒吧的老闆及顧客、以及路上的小販，聽到他說的名字都避之唯恐不及，棄他而去，只有路旁陽台上的妓女，留給他一個神祕的微笑。還有一個臉孔像印度神祇半紅半白的男人，遠遠望著他。此時，一個男人走近身邊，跟他說一路前行，你就會看到他，百思不得其解的羅賓，一路走到城鎮中央，此時，一列車隊經過，等到他看到少校時，他正被五花大綁，衣服被扒光，全身赤裸地綁在一輛車上遊街示眾，身上塗滿黑色的焦油，黏上羽毛，這是十七世紀美國新英格蘭地區的刑罰，用來對付那些清教徒，他的仇人想出這個方法羞辱他。目瞪口呆的年輕人，眼巴巴看著尊長被羞辱，說不出一句話。連他自己都不相信自己發出震耳欲聾的笑聲。笑完還以為自己在作夢。當他旁邊那個人，笑著問他的感想時，他的結論是，城裡人太瘋狂，太噁心，我還是回到鄉下去。那人說:"對了。你是一個聰明的年輕人，說不定，就算沒有親戚莫利紐克斯少校的幫助，你也能替自己創造前途。"

## 作者想表達的想法
- 這篇故事整個氛圍還蠻冷清孤寂的，但最後紳士對羅賓說的那句話倒是挺有溫度的：「你是個聰明的年輕人，說不定，就算沒有親戚莫利紐克斯少校的幫助，你也能替自己創造前途。」羅賓從這個故事一開始就一直在找尋他那名親戚以獲得幫助，認為找到了他，一切就會變好，但最後找到時，卻是發現他落魄的樣子，連他自己都不相信自己發出震耳欲聾的笑聲。笑完還以為自己在作夢。直說城裡人太瘋狂。自己還是回鄉下去。
- 這篇故事是講述一個年輕人看到社會黑暗面，而受到打擊，從而幻滅的故事。其實身為年輕人的我們，要有能接受各種可能性的能力，主角羅賓是一個聰明的年輕人，說不定他真的靠自己也能成功，當事情的發展不如我們預期時，不要太早灰心絕望，說不定有另外一個可能，是我們未曾想過的。